# ألبرت غوتشالك
ألبرت غوتشالك (بالدنماركية: Albert Gottschalk)‏ هو رسام دنماركي، ولد في 3 يوليو 1866 في Stege, Denmark ‏ في الدنمارك، وتوفي في 13 فبراير 1906 في فريدريكسبرغ في الدنمارك.

## معرض صور

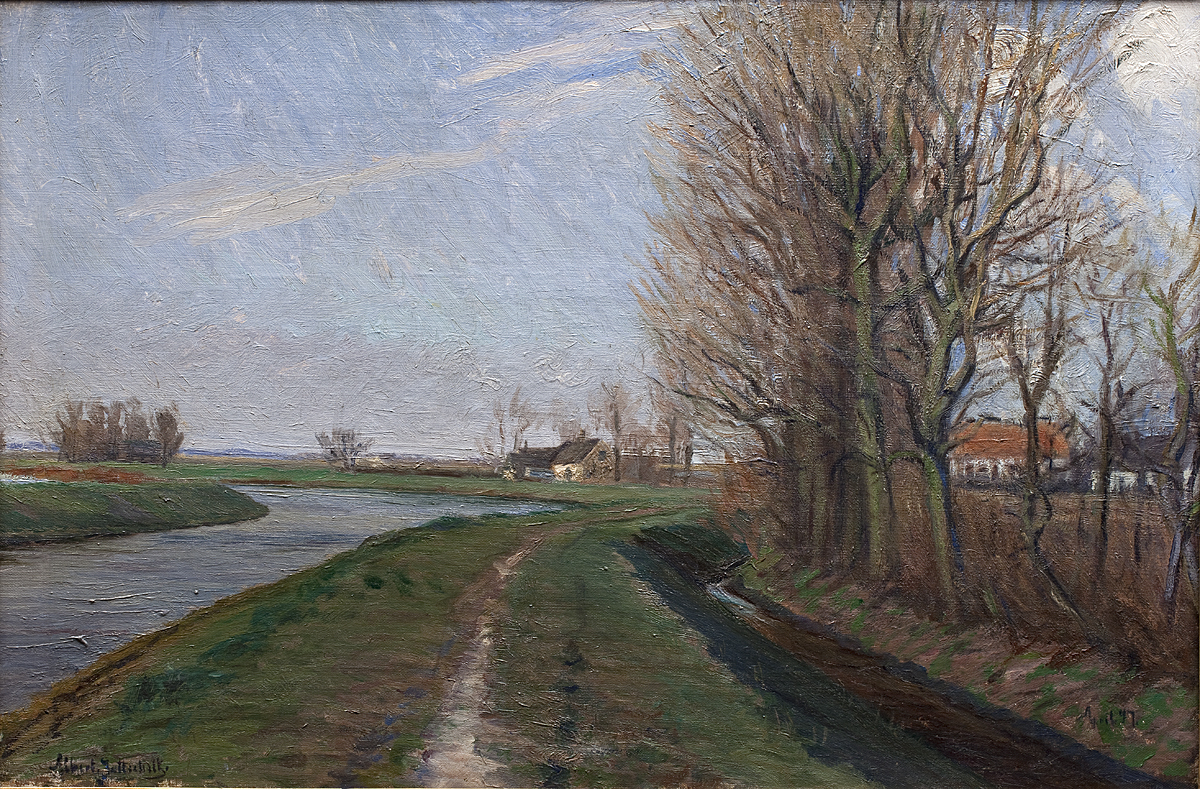
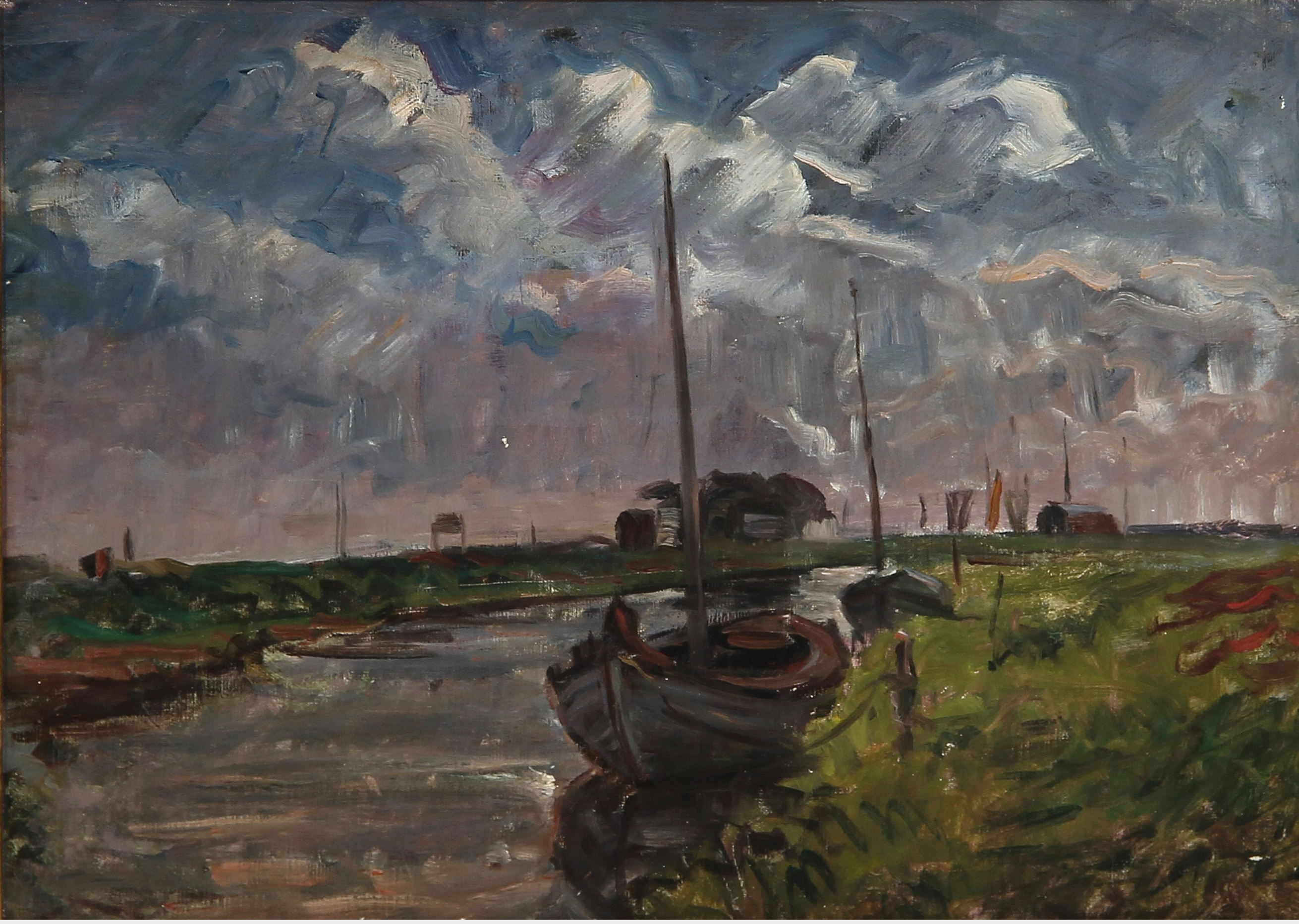
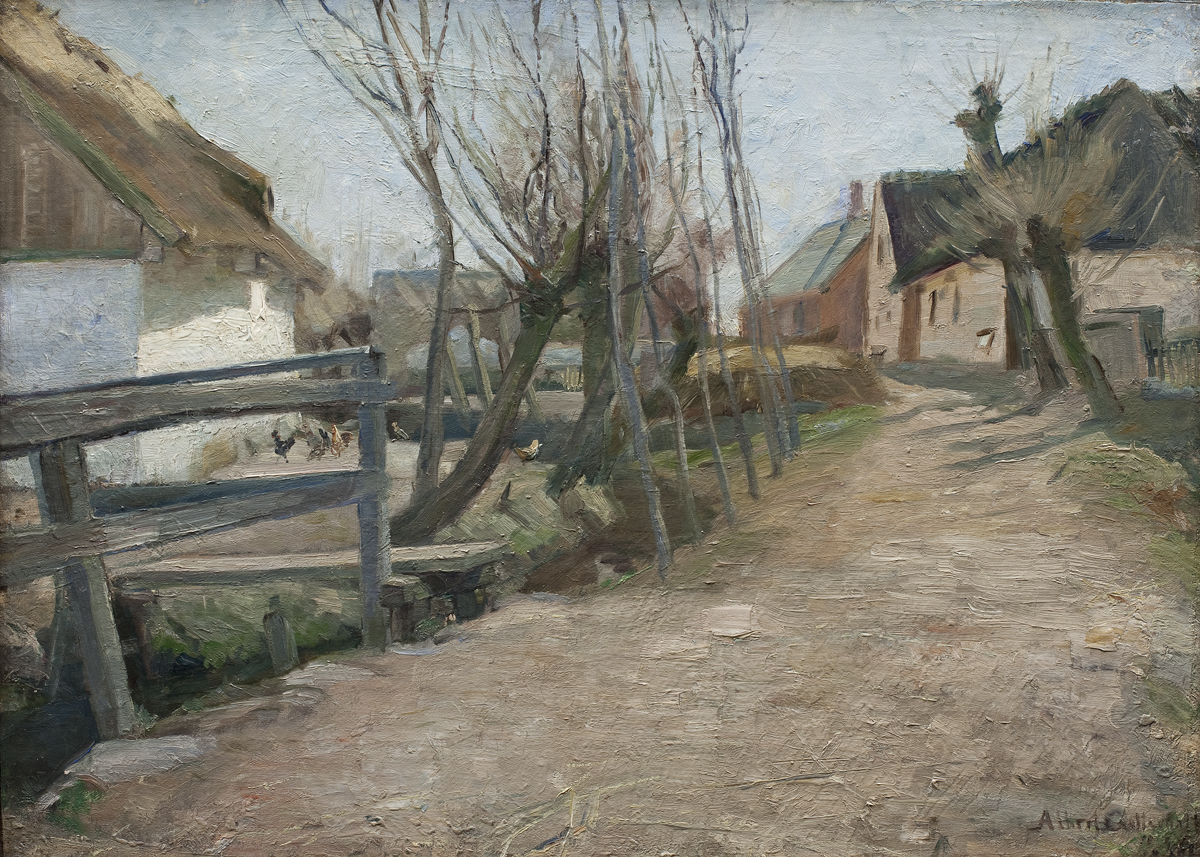
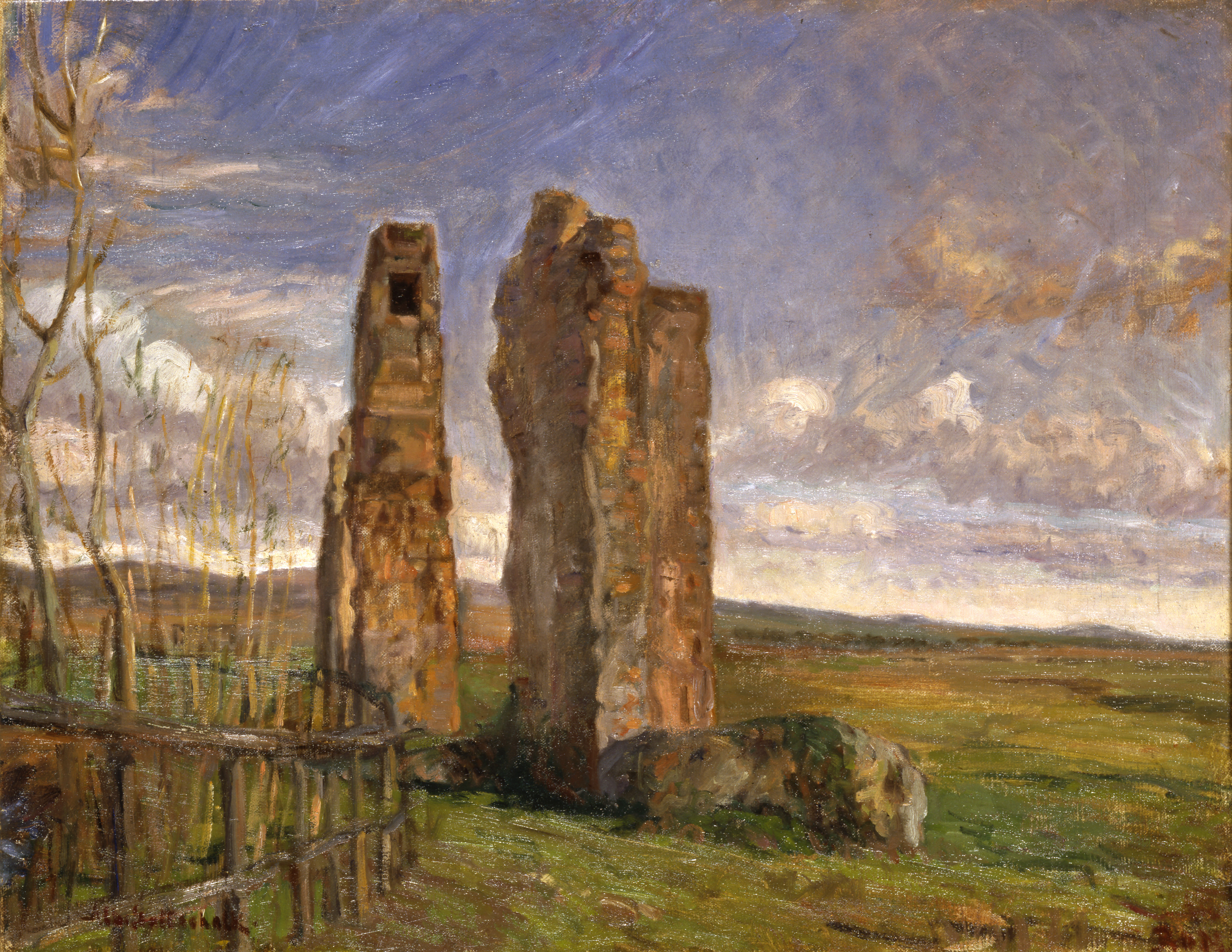